# Īnjānlū
Īnjānlū (persiska: اینجانلو) är en ort i Iran.   Den ligger i provinsen Nordkhorasan, i den nordöstra delen av landet, 500 km öster om huvudstaden Teheran. Īnjānlū ligger 642 meter över havet och antalet invånare är 122.
Terrängen runt Īnjānlū är huvudsakligen kuperad, men den allra närmaste omgivningen är platt.Runt Īnjānlū är det ganska glesbefolkat, med 27 invånare per kvadratkilometer. Närmaste större samhälle är Āshkhāneh, 16,0 km sydväst om Īnjānlū. Omgivningarna runt Īnjānlū är i huvudsak ett öppet busklandskap.